# Stanmarkia
Stanmarkia é um género de plantas com flores pertencentes à família Melastomataceae.
A sua distribuição nativa é do sudeste do México à Guatemala.
Espécies:
- Stanmarkia medialis (Standl. & Steyerm.) Almeda
- Stanmarkia spectabilis Almeda